# Mission Ares
Mission Ares ist ein Science-Fiction-Roman des  britischen Autors Stephen Baxter aus dem Jahr 1996. Das Buch handelt von einer bemannten Mission zum Mars, wie sie vielleicht bei einer  anderen Zeitlinie, in der John F. Kennedy das Attentat von Dallas überlebt hätte, geschehen sein könnte. Das Buch gewann 1996 den Sidewise Award for alternate History und war 1997 für den Arthur C. Clarke Award nominiert.  
Für BBC Radio 4 wurde das Buch als Hörspiel adaptiert.

## Handlung
In Rückblenden wird erzählt, wie es zur ersten Landung von Menschen auf den Mars kommt. Im Gegensatz zur Realität überlebt John F. Kennedy das Attentat in Dallas, stattdessen wird seine Frau Jacqueline Kennedy getötet und Cape Canaveral wird in Jacqueline B. Kennedy Space Center umbenannt. Kennedys Verletzungen führen zu einer Körperbehinderung, er tritt vom Amt des Präsidenten zurück. Am 20. Juli 1969 betreten Neil Armstrong und Joe Muldoon den Mond. Nachdem Richard Nixon in einem Telefonat die Astronauten beglückwünscht hat, fordert Ex-Präsident Kennedy eine bemannte Mission zum Mars zu schicken. Daraufhin und auf Anraten seiner Berater entscheidet sich Nixon gegen den Bau des Space Shuttles und für den Flug zum Mars. Als Bedingung fordert die Regierung jedoch, die Zahl der Mondflüge stark einzuschränken um die verbliebenen Apollo-Kapseln und Saturn-Raketen für das zukünftige Mars-Programm zu nutzen. So werden die Mondflüge, im Gegensatz zur realen historischen Entwicklung, nach Apollo 14 beendet und das Forschungsprogramm für eine nukleare Raketenoberstufe, Nerva genannt, fortgesetzt. Das Nerva-Programm leidet jedoch von Anfang an unter technischen Schwierigkeiten, sodass sich Entwicklungszeit und Kosten nicht wie geplant verhalten.
Die Geschichte wird aus der Sicht von verschiedenen Protagonisten erzählt. Die meisten sind NASA-Mitarbeiter bzw. -Astronauten. Hauptperson des Romanes ist die junge Geologin Natalie York. Sie steht zu Beginn der Raumfahrt und vor allem der NASA kritisch gegenüber. Nach mehreren Treffen mit dem Astronauten Ben Priest, mit dem sie später eine Affäre hat, wächst ihr Interesse an der Raumfahrt und vor allem an der Erforschung des Mars. Daraufhin bewirbt sie sich bei der NASA um einen Platz als Astronaut und wird nach mehreren Test angenommen. 
Weitere Hauptfiguren sind der ehemalige Testpilot Phil Stone, der farbige ehemalige Jagdbomber Pilot Ralph Gershon sowie der zweite Mann auf dem Mond, Joe Muldoon.
Nachdem die Erprobung der nuklearen Oberstufe mit dem Tod der Besatzung endet, entscheidet sich die NASA auf Druck der US-Regierung für eine Mars-Mission mit konventioneller chemischer Technik. Dies verlängert zwar die Dauer der Mission, ist aber die einzige Möglichkeit, den Mars zu erreichen. Damit wird, bis auf die neuentwickelte Landefähre, Technik aus den 1960er Jahren verwendet.
Während der langen Reise wächst die Besatzung zu einem eingeschworenen Team zusammen. In diesem Abschnitt schildert Baxter sehr eindringlich die psychologische Komponente eines langen Raumflugs.
Der Roman endet mit der geglückten Landung von York, Stone und Gershon auf dem Mars. Der erste Mensch auf dem Mars ist York.
Der Roman ist sehr technikbezogen und schildert neben Einblicken in die Organisationsstruktur der NASA auch anschaulich die realistische Möglichkeit, eine Mars-Mission auf dem Stand der Apollo-Technik durchzuführen.